# Concattedrale di Acquapendente
La cattedrale del Santo Sepolcro è il principale luogo di culto della città di Acquapendente, nel Lazio, e concattedrale della diocesi di Viterbo. La cattedrale è una basilica del X secolo in stile romanico e appartenente storicamente all'ordine benedettino. È dedicata al Santo Sepolcro perché vi è conservata una pietra macchiata di sangue che secondo la tradizione proveniente dal Santo Sepolcro di Gerusalemme.  Ha la dignità di basilica minore oltre ad essere monumento nazionale.

## Storia
La cattedrale di Acquapendente è stata edificata nel X secolo ed è legata ad una leggenda secondo cui Matilde di Westfalia, madre dell'imperatore Ottone I, in viaggio dalla Germania verso Roma per costruirvi una chiesa dedicata al Santo Sepolcro, fu costretta a fermarsi ad Acquapendente perché i muli che portavano l'oro necessario alla fondazione non volevano più proseguire. L'imperatrice ebbe in sogno la spiegazione di quanto accaduto: per volontà divina era ad Acquapendente che la chiesa doveva essere eretta.
La basilica è a tre navate divise da pilastri, con transetto e abside sopraelevati, al di sotto dei quali si estende la cripta in stile romanico dell'XI secolo, articolata in trentaquattro campate coperte da volte a crociera impostate su ventiquattro colonne. Nella cripta si trova il sacello contenente la reliquia del Santo Sepolcro, una struttura che riproduce in miniatura la chiesa del Santo Sepolcro di Gerusalemme. Sono presenti anche due bassorilievi accreditati ad Agostino di Duccio: L'Angelo e Vittoria di San Michele sul drago e Tobiolo.
Nel periodo medioevale, la basilica era frequentata da pellegrini e da crociati, essendo situata sulla Via Francigena diretta a Roma. Ha assunto il titolo di cattedrale dal 1649 ed è stata oggetto nel corso dei secoli di numerosi interventi di abbellimento. La facciata dell'edificio è frutto di lavori di restauro promossi nel 1746 da papa Benedetto XIV, lavori che interessarono anche l'interno.
E presente nel transetto di sinistra un organo a canne della Fabbrica Pinchi di Foligno.